# Pauzaniasz Macedoński
Pauzaniasz (gr. Παυσανίας Pausanίas) – król starożytnej Macedonii z rodu Argeadów. Był synem króla Macedonii Aeroposa II. Tron objął po śmierci swojego kuzyna Amyntasa II. Zmarł w 393 p.n.e.